# Vilayet de Konya

Le vilayet de Konya dans l'Empire ottoman en 1900.

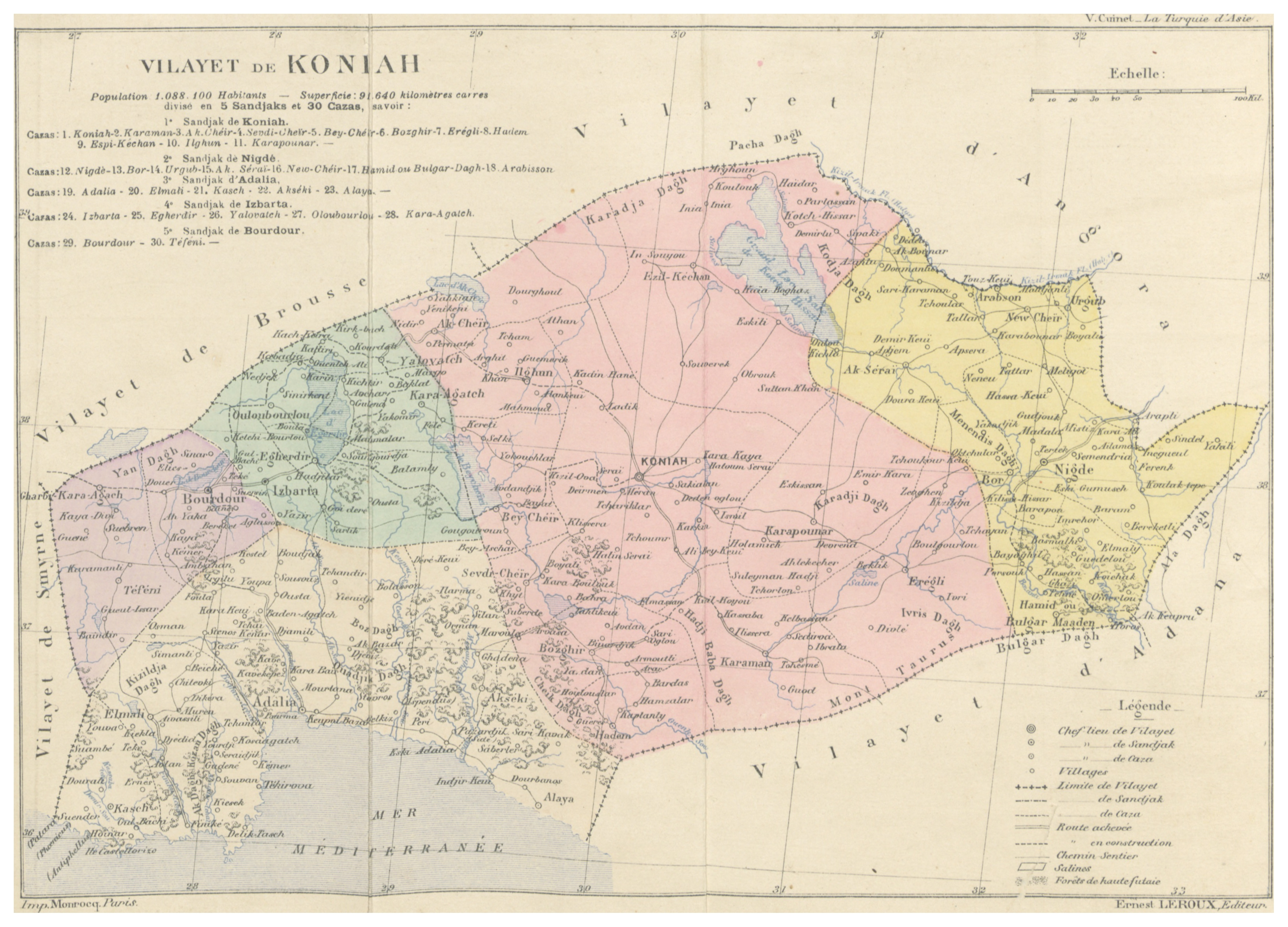
Carte du vilayet de Konya en 1890

Le vilayet de Konya (en turc ottoman : ولايت قونيه, Vilâyet-i Konya) est un vilayet (province) de l'Empire ottoman. Créé en 1867, il disparaît en 1923. Sa capitale est Konya.

## Histoire

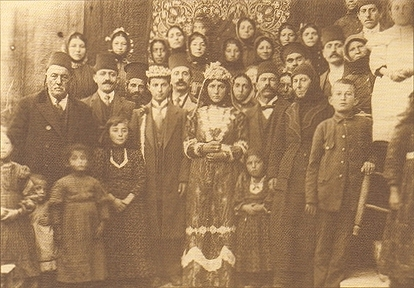
Cérémonie de mariage karamanlide

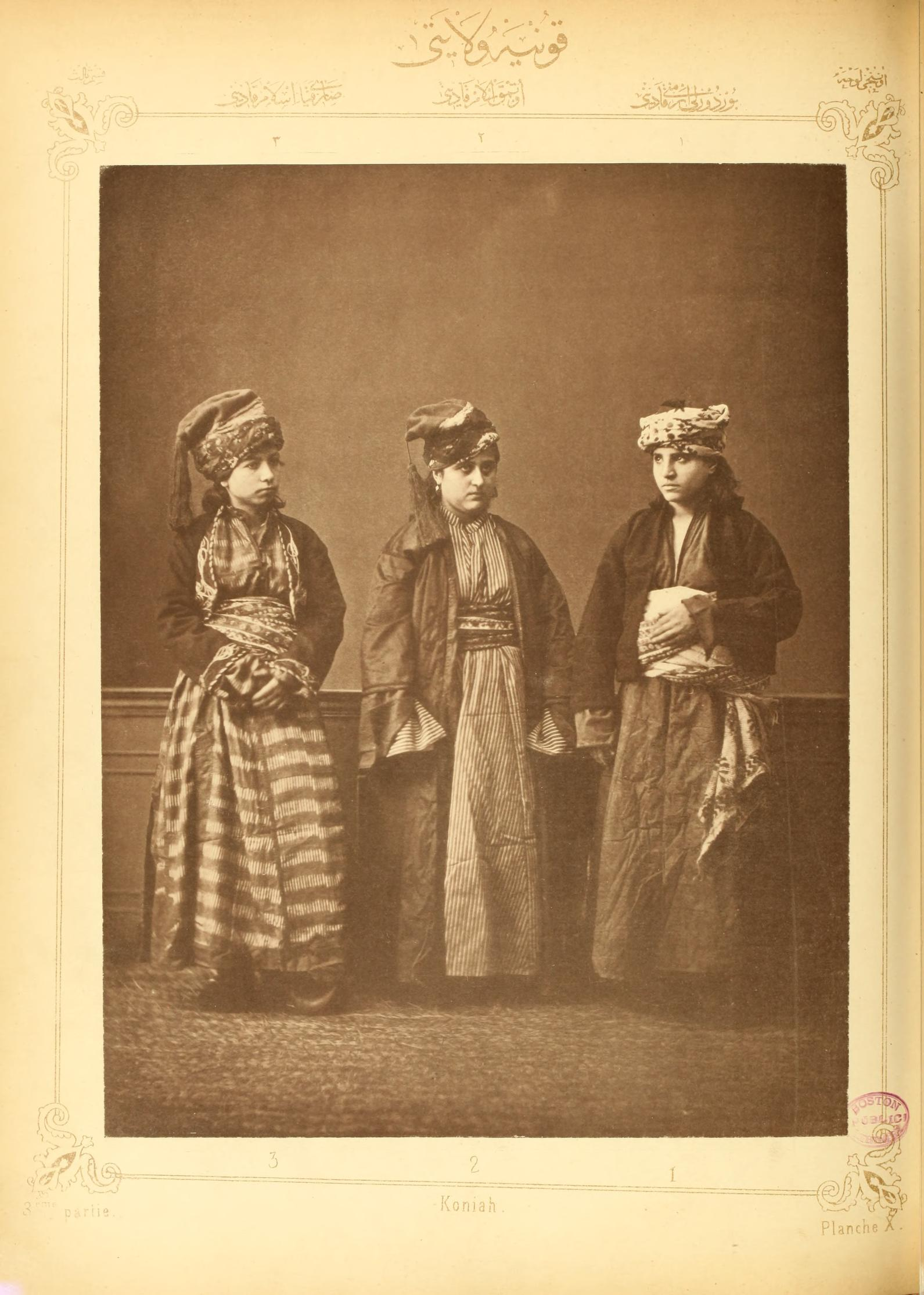
Femmes kurde, turkmène et arménienne du vilayet de Konya. Pavillon ottoman de l'exposition universelle de Vienne, Pascal Sebah, 1873

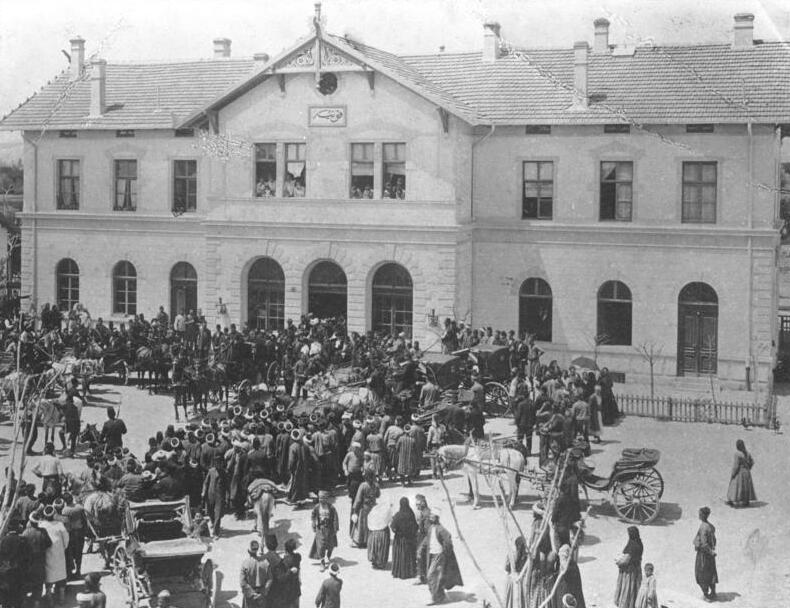
Réception de l'ambassadeur d'Allemagne à la gare de Konya, 1904

Le vilayet de Konya est formé en 1867 à partir de l'ancien pachalik de Karaman, issu de la principauté turque médiévale des Karamanides, et de sandjaks (districts) prélevés sur le pachalik d'Anatolie et celui d'Adana. Sa superficie était de 91 620 km2. Le recensement de 1885, publié en 1908, lui attribue une population de 1 088 100 habitants. Celui de 1914 lui attribue 750 712 musulmans, 25 150 Grecs de Cappadoce (Karamanlides de langue turque) et 12 971 Arméniens.
C'est une région surtout agricole hormis une production locale de tapis et de soieries et des gisements de chrome, mercure, soufre, cinabre  et sel gemme. À la fin du XIXe siècle, des réfugiés musulmans venus des Balkans (muhacir (en)) y développent l'industrie de l'essence de rose. Au début du XXe siècle, Konya est reliée à Constantinople par le chemin de fer et devient une étape importante du chemin de fer Berlin-Bagdad, construit par un consortium à direction allemande.

## Subdivisions
Le vilayet compte 5 sandjaks :
1. Sandjak de Konya (kazas de Konya, Akşehir, Seydişehir, Ilgın, Bozkır, Karaman, Ereğli, Karapınar)
2. Sandjak de Niğde (Niğde, Nevşehir, Ürgüp, Aksaray, Bor)
3. Sandjak de Burdur (Burdur, Uluborlu, Eğirdir, Şarkikaraağaç, Yalvaç)
4. Sandjak de Teke (Antalya, Elmalı, Alanya, Akseki, Kaş)
5. Sandjak de Hamidabad (Isparta)

### Sources et bibliographie
- (en) Cet article est partiellement ou en totalité issu de l’article de Wikipédia en anglais intitulé « Konya Vilayet » (voir la liste des auteurs) dans sa version du 18 août 2016.